# Montréal
Montréal (engleză Montreal) este cel mai mare oraș din provincia canadiană Québec. Se află pe Insula Montréal, formată la confluența fluviului Sfântul Laurențiu și râului Ottawa. Insula împarte fluviul Sfântul Laurențiu între canalul principal și Rivière des Prairies. Orașul este desfășurat și pe alte 74 de insule vecine, ca Insula Maicilor, Ile-Bizard, Ile-Ste-Helene și Ile-Notre-Dame). În timp ce orașul propriu-zis avea (înainte de defuziunile municipale din 2006) un număr de 1.852.723 locuitori, 3.316.615 de persoane locuiesc în zona sa urbană, iar 3.635.571 de persoane în aria metropolitană, ceea ce fac din Montreal cea mai populată aglomerație urbană francofonă din lume, după Paris.  Un număr aproximativ de 40.000 de locuitori din Montreal și-au declarat originea etnică românească . Numărul actual este semnificativ mai mare, orașul fiind destinația marii majorități dintre cei 11.569 de emigranți proveniți din România în Québec, între 2000 și 2004.
Orașul ocupă o suprafață de 482,84 km² și se găsește la 45°30 N, 73°30 V, în fusul orar al Canadei (UTC-5). Mai demult, era cel mai mare oraș din țară, însă acum ocupă locul secund după Toronto. Este un important centru de comerț, industrie și cultură. În Montreal, multe persoane vorbesc atât engleza cât și franceza.
În privința transportului, Montreal este un important oraș portuar, prin care se aduc cantități importante de cereale, zahăr, petrol, mașinării și bunuri de consum. De asemenea este conectat prin căi ferate cu restul țării, iar în imediata vecinătate a sa se află două aeroporturi internaționale: Pierre Elliot Trudeau (care deservește aproape tot traficul de pasageri) și Mirabel. Orașul are un sistem complex de autobuze și un sistem de transport subteran inaugurat în 1966 pentru a servi la expoziția mondială care a avut loc în anul următor.

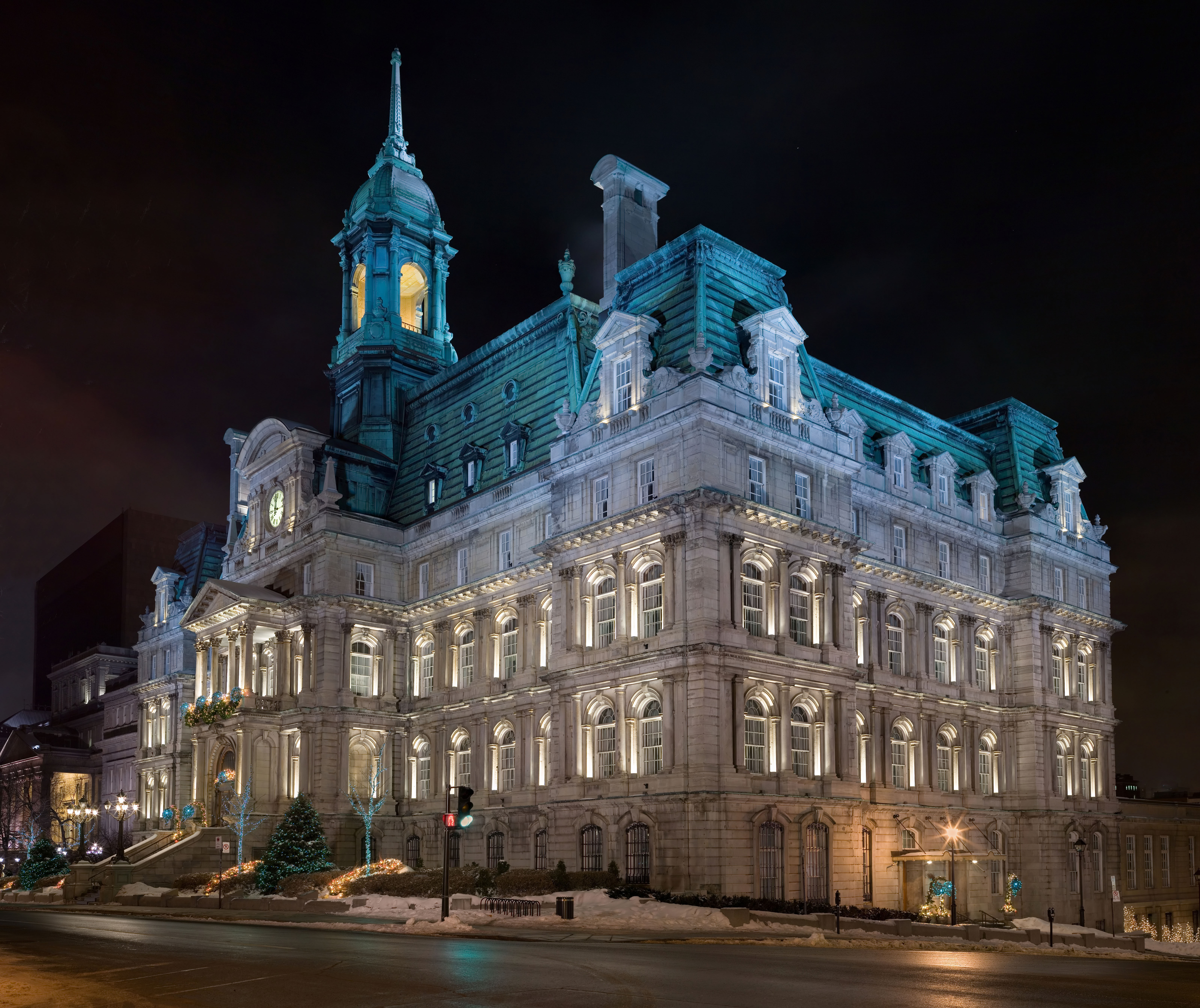
Montreal noaptea

Principalele industrii montrealene sunt cea farmaceutică, a textilelor, electronică, a tehnologiei de transport, a imprimării și a tutunului. Centrul orașului se află la poalele Mont Royal, de unde provine și numele actual al orașului. În partea de sud a insulei se găsește centrul istoric (Vieux Montreal) care reunește atracții precum Vieux-Port, Place Jacques-Cartier, Palatul Consiliului, Place d'Armes și Bazilica Notre-Dame.
Inima orașului este formată din duzine de zgârie-nori, cum ar fi 1000 de La Gauchetière, 1250 René-Lévesque și Piața Ville-Marie (proiectată de Ioeh Ming Pei). Acest turn cruciform de birouri inaugurat în 1962 se ridică deasupra nucleului orașului subteran, un complex arhitectonic cu acces la sute de magazine, restaurante, birouri și terminale de transport.
Montreal este un mare centru cultural al Canadei și Provinciei Quebec. Dispune de un Muzeu al Artelor Frumoase, un Muzeu de Artă Contemporană, diferite muzee de istorie (cum este McCord și Pointe-à-Callière), de artizanat sau muzee specializate. Complexul din Place des Artes adăpostește Muzeul de Artă Contemporană, câteva teatre, Opera din Montreal și Orchestra Simfonică. Complexul olimpic din estul orașului include un modern muzeu ecologic (Biodome), un insectar și a doua cea mai mare grădină botanică din lume.
Poreclit "Cetatea sfinților", Montreal este faimos pentru frumoasele sale biserici. Sunt patru biserici romano-catolice: Catedrala Marie-Reine-du-Monde, Bazilica Notre-Dame, Biserica Saint Patrick și Oratoriul (Oratoire Saint-Joseph). Ultima este biserica cea mai mare din Canada, iar cupola sa este cea mai mare din lume după Basilica Sfântul Petru din Roma. Alte biserici faimoase, cunoscute ca locuri de pelerinaj sunt Notre-Dame-du-Bon-Secours (zisă a marinarilor) și biserica anglicană Catedrala lui Cristos, care a fost complet excavată și suspendată în timpul construcției unei părți a metroului.
Montreal are un număr important de studenți datorită celor patru universități urbane: Universitatea din Montreal si Universitatea Québec din Montreal (francofone), Universitatea Concordia și Universitatea McGill (anglofone).
Orașul a găzduit Expoziția Mondială în 1967 și Jocurile Olimpice în 1976. Stadionul Olimpic are turnul înclinat cel mai înalt din lume și a fost sediul echipei de baseball Expos din Montreal, mutată acum la Washington. În 2006 a fost locul de desfășurare a Jocurilor Homosexuale datorită sprijinului municipalității, Montreal având cel mai mare cartier homosexual din America de Nord.

## Istorie
Triburi de huroni, algonquini și irochezi sunt atestate ca ar fi trăit pe această insulă și împrejurimi cu 8 milenii înainte. O fortăreață indigenă, Hochelaga, se afla pe insulă când primul european Jacques Cartier a vizitat-o în 1535. Samuel de Champlain a vizitat-o mai târziu, în 1603, dar francezii nu au colonizat-o până în 1642, când un grup de călugări, maici și coloniști au fondat satul Ville-Marie la ordinul lui Paul Chomedey de Maisonneuve. Orașul a crescut până a devenit un important centru de comerț cu piele. Era punctul de lansare pentru expedițiile franceze din interior ale unor oameni precum Louis Joliet, Robert Cavelier de La Salle, La Vérendrye și Duluth. Cetatea a fost fortificată în 1725 și a rămas în posesie franceză până în 1760, când Vaudreuil de Cavagnal a predat-o Regatului Unit din ordinul lui Geoffrey Amherst.
Creșterea orașului a fost stimulată de deschiderea canalului Lachine, care a permis bărcilor să evite nenavigabilele cataracte de la Lachine, în sudul insulei. Montreal a fost capitala Provinciei Canada din 1844 până în 1849. Compania feroviară Pacific Canadian a fost fondată aici în 1880. 

Panorama Montreal, Iulie 2006

La 1 ianuarie 2002, Insula Montreal (reședință a 1,8 milioane de persoane) și insulele periferice care au făcut parte din Aglomerația Urbană Montreal, au fuzionat într-un nou mega-oraș. Cele 27 de cartiere rezultate, precum și orașul vechi, au devenit districte municipale păstrându-și vechile numere (în cazul zonelor din Montrealul vechi) ale districtelor.
La 20 iunie 2004 districtele Baie-d'Urfé, Beaconsfield, Côte-Saint-Luc, Dollar-des-Ormeaux, Dorval, Hampstead, Kirkland, L'Île-Dorval, Montréal-Est, Montréal-Ouest, Mont-Royal, Pointe-Claire, Sainte-Anne-de-Bellevue, Senneville și Westmount au câștigat prin referendum dreptul de a se detașa de Montreal și și-au recuperat statutul lor de municipii, precum și puterile pe care le posedau înainte, dar sub autoritea unui consiliu metropolitan. Separarea a intrat în vigoare la 1 ianuarie 2006.
 Anjou, LaSalle, L'Île-Bizard, Pierrefonds, Roxboro, Sainte-Geneviève și Saint-Laurent, care sperau într-o majoritate favorabilă separării nu au obținut voturi suficiente pentru detașare, motiv pentru care continuă să facă parte din Montreal.
 În Lachine, Montréal-Nord, Outremont, Saint-Léonard, Verdun, sau în oricare district care făcea parte din vechiul oraș nu a avut loc referendum.
În Montreal se găsește circuitul de Formula 1 unde se organizează în fiecare an Marele Premiu al Canadei, acesta fiind considerat cel mai mare eveniment sportiv anual din Canada. Circuitul de Formula 1 Gilles Villeneuve a fost creat pe insula Notre Dame, și poartă numele faimosului pilot canadian al anilor ’70 -’80 , tatăl pilotului Jacques Villeneuve. Această insulă artificială a fost creată în anul 1960, prin depozitarea pământului excavat din metroul din oraș în albia fluviului St. Laurent. Pe această insulă mai este și parcul Jean-Drapeau în preajma căruia se află Cazinoul din oraș, Biosfera, respectiv parcul de distracții La Ronde.